# Mala Sestrica (Rivanj)
Koordinati:   44°10′18″N, 15°00′37″E
Mala Sestrica je majhen nenaseljen otoček v Jadranskem morju, ki pripada Hrvaški
Mala Sestrica, na kateri stoji svetilnik, leži v Zadarskem kanalu severozahodno od Rivanja, od katerega je oddaljena okoli 1,2 km. Površina otočka meri 0,034 km². Dolžina obalnega pasu je 0,78 km.
Iz pomorske karte je razvidno, da svetilnik, ki stoji na severovzhodnem delu otočka, oddaja svetlobni signal: B Bl(2) 5s. Nazivni domet svetilnika je 8 milj.